# Мкртычян, Оганес Магоевич
Оганес Магоевич Мкртычян (1923, село Дагети, Тифлисский уезд, ССР Грузия — неизвестно, село Дагетхачини, Грузинская ССР) — старший конюх колхоза имени Сталина Тетрицкаройского района, Грузинская ССР. Герой Социалистического Труда (1949).

## Биография
Родился в 1923 году в крестьянской семье в селе Дагети Тифлисского уезда. После окончания местной сельской школы трудился в сельском хозяйстве до призыва в Красную Армию по мобилизации в апреле 1944 года. После демобилизации возвратился в родное село, где трудился старшим конюхом в колхозе имени Сталина Тетрицкаройского района.
В 1948 году вырастил 20 жеребят от 20 кобыл. Указом Президиума Верховного Совета СССР от 11 августа 1949 года удостоен звания Героя Социалистического Труда за «получение высокой продуктивности животноводства в 1948 году» с вручением ордена Ленина и золотой медали «Серп и Молот» (№ 4430).
Этим же указом звание Героя Социалистического Труда был награждён заведующий конефермой колхоза имени Сталина Степан Сарибекович Мовсесян.
После выхода на пенсию проживала в селе Дагети (Дагетхачини). С 1980 года — персональный пенсионер союзного значения. Дата смерти не установлена.
Награды
- Герой Социалистического Труда
- Орден Ленина
- Медаль За трудовую доблесть (04.08.1951)